# Mélanésie
Ne doit pas être confondu avec Malésie ou Malaisie.

Carte de la Mélanésie au milieu des autres régions océaniennes.

La Mélanésie (littéralement « îles noires », du grec ancien : μέλας / mélas, « noir » et νῆσος / nễsos, « île ») est l'un des trois grands groupes « traditionnels » d'îles de l'océan Pacifique ; les deux autres sont la Polynésie et la Micronésie. En y incluant l'Australasie, ces groupes insulaires forment l'Océanie. Ce rassemblement géographique est aujourd'hui contesté par une partie des géographes, mais il reste très couramment employé, y compris par les pays concernés.
En 2025, la population de la Mélanésie est estimée à 13 170 000 habitants.

## Découpage géopolitique

### Historique des subdivisions

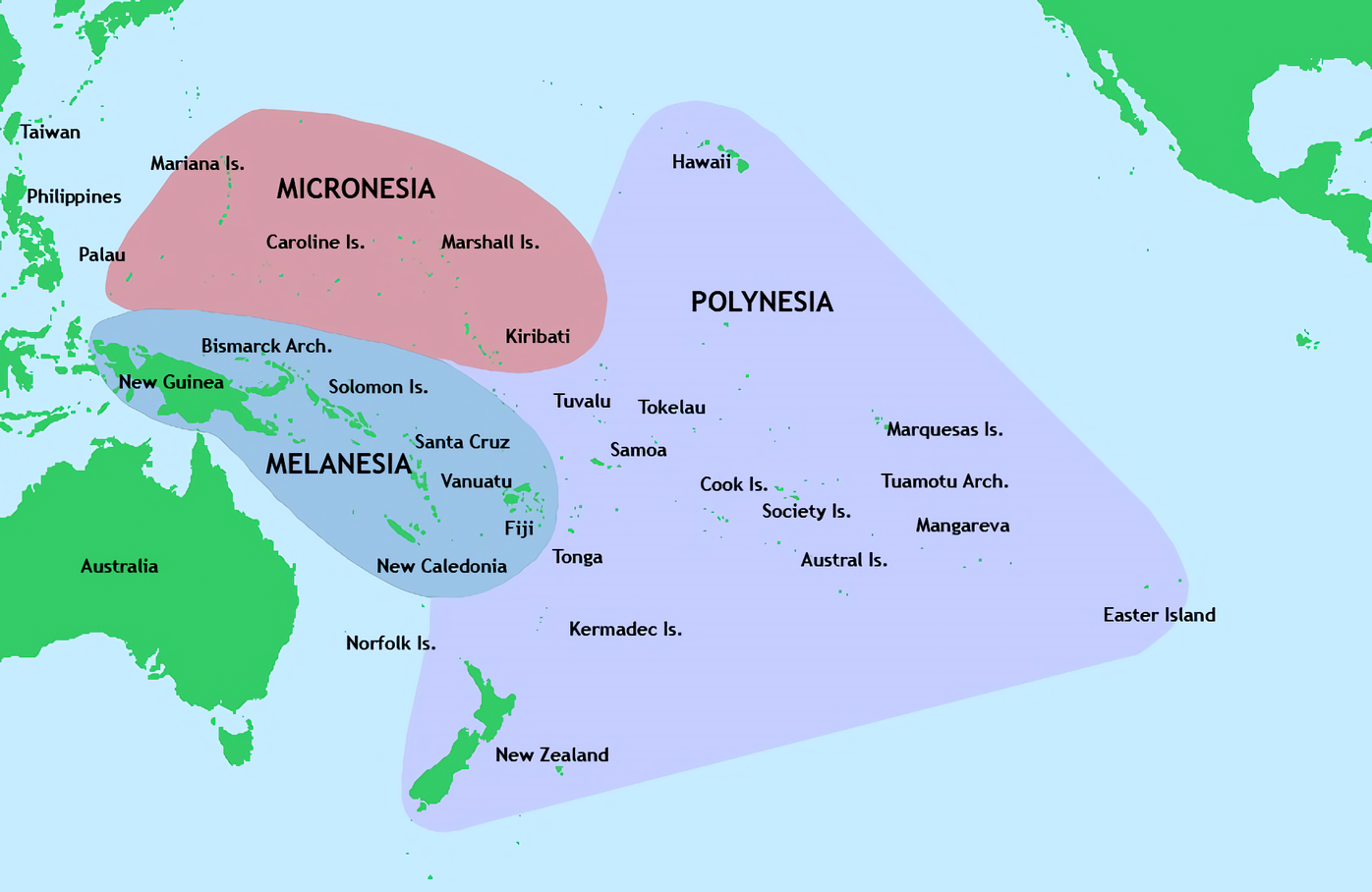
Les trois régions de l'Océanie.

Après l'avoir exploré à deux reprises, Jules Dumont d'Urville proposait, en 1831 à la Société de géographie (Paris), une nouvelle organisation du Pacifique en quatre parties :
- la Polynésie (« les nombreuses îles »),
- la Mélanésie (« les îles noires »),
- la Micronésie (« les petites îles »),
- la Malaisie (« les îles des Malais ») qui sera plus tard retirée de l'Océanie.

« Les Mélanésiens offrent une couleur de peau fort variable, dans toutes les nuances du chocolat clair. (…) Les cheveux sont ondulés ou frisés, jamais crépus. (…) Les nez sont souvent aussi fins, aquilins qu'aplatis ou proéminents. (…) La Mélanésie n'a cessé de recevoir des apports constants venus d'un peu partout. » (Jean Guiart, 2008:92)

### La Mélanésie traditionnelle

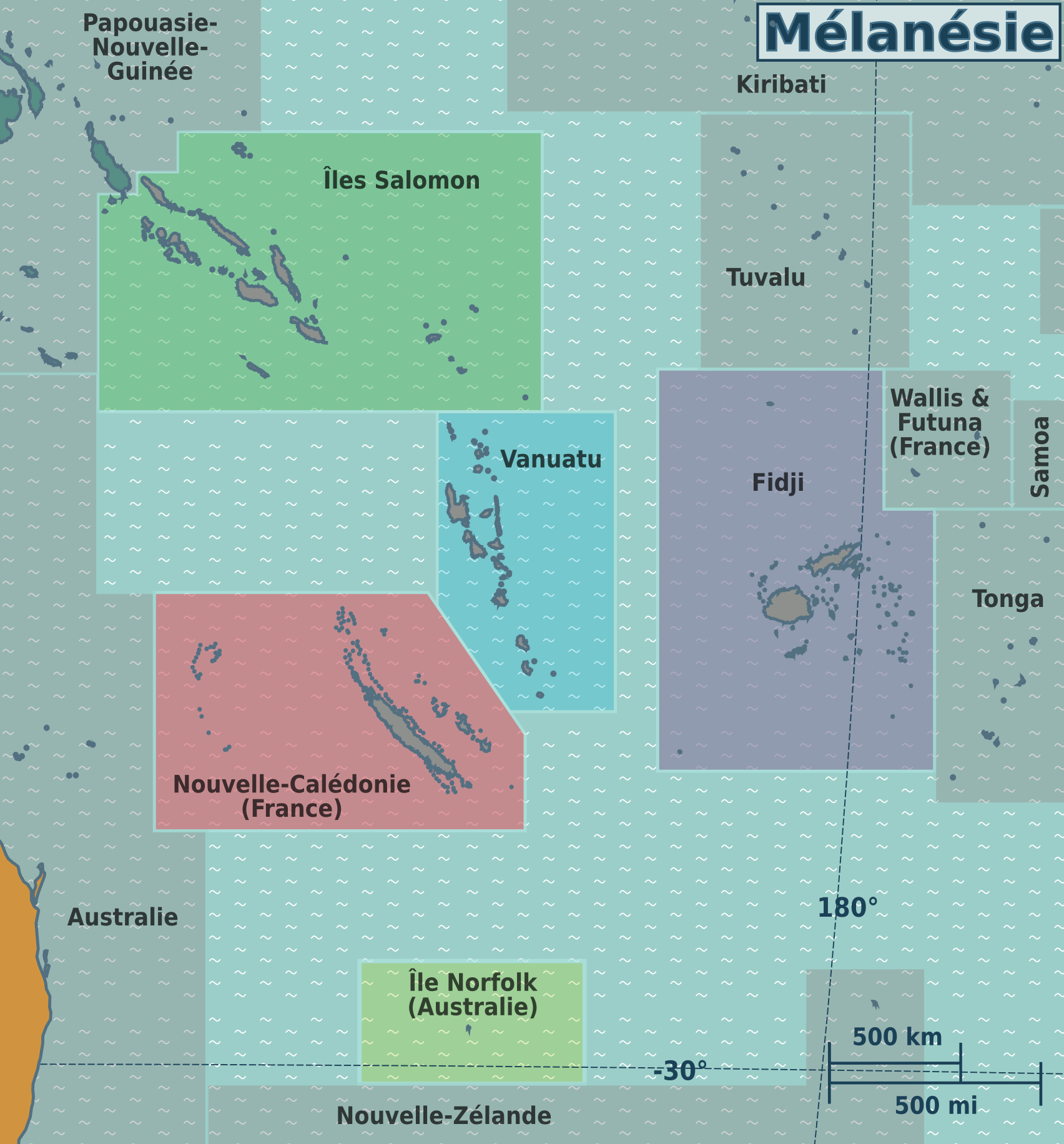
Pays de la Mélanésie.

La Mélanésie traditionnelle forme un arc situé au nord et nord-est de l'Australie et au sud de la Micronésie. Sont considérés comme en faisant partie, les États ou territoires suivants :
- les Fidji ;
- la Nouvelle-Calédonie (collectivité d'outre-mer sui generis française) ;
- les Îles Salomon ;
- le Vanuatu ;
- la Nouvelle-Guinée, divisée en 2 parties :
  - la Papouasie-Nouvelle-Guinée et sa région autonome de Bougainville ;
  - la Nouvelle-Guinée occidentale, faisant partie de l'Indonésie et divisée à son tour en deux provinces Papouasie et Papouasie occidentale.

Ces États ou provinces ne constituent pas un ensemble politique homogène.
Le mot « mélanésien » est employé en linguistique dans l'expression « langues méso-mélanésiennes », qui désigne un sous-groupe de la branche océanienne des langues austronésiennes, parlées en Papouasie-Nouvelle-Guinée et dans les îles Salomon.

### De nos jours
Ce regroupement est aujourd'hui contesté par une partie des géographes et les océanistes. Benoît Antheaume et Joël Bonnemaison écrivent ainsi : « il n'y a sans doute pas de coupures profondes, culturelles et même ethniques, entre les sociétés mélanésiennes, polynésiennes et micronésiennes qui, de long temps, se sont nourries de multiples contacts. » (Atlas des îles et États du Pacifique Sud). Dans le grand public et dans les ouvrages de vulgarisation, cependant, cette nomenclature est couramment adoptée.

## En archéologie
En archéologie, le terme de Mélanésie est vague. Pawley & Green (1974) ont proposé d'y distinguer les concepts d'Océanie proche et d'Océanie éloignée.